# Баллада о Любви
«Баллада о Любви» («Когда вода Всемирного Потопа…») — песня Владимира Высоцкого, написанная в 1975 году (до февраля) для кинофильма «Стрелы Робин Гуда»; не вошла. Двумя частями была использована во второй редакции фильма 1987 года. Вошла в фильм «Баллада о доблестном рыцаре Айвенго» (1982).
Когда вода Всемирного Потопа

Вернулась вновь в границы берегов,

Из пены уходящего потока

На берег тихо выбралась Любовь.

И растворилась в воздухе до срока,

А срока было — 40 сороков…

И чудаки — ещё такие есть —

Вдыхают полной грудью эту смесь.

И ни наград не ждут, ни наказанья!

И, думая, что дышат просто так,

Они внезапно попадают в такт

Такого же — неровного — дыханья…

     Я поля — влюблённым — постелю:

     Пусть поют — во сне и наяву!

     Я дышу — и значит,— я люблю!

     Я люблю — и, значит я — живу!

## История создания
Песня «Баллада о Любви» была написана Высоцким во время пребывания его в Париже в начале 1975 года, в составе шести произведений, написанных им для фильма «Стрелы Робин Гуда» режиссёра Сергея Тарасова.

## Комментарий автора
…Я сегодня получаю вторую записку такую: есть ли у меня песни о любви. Безусловно, есть. Только вы знаете что, ведь все песни — лирические. Лирические — это значит, своё собственное восприятие мира ты рассказываешь. Вероятно, мои песни о любви меньше всего похожи на песни, которые навязли у нас в ушах, ну например типа: «Ты не плачь, моя любимая!» и так далее. Кстати говоря, музыка её — один к одному музыка старинной итальянской песни. Я не думаю, что композитор это сделал специально, но так уж у него получилось… Я спою песню вот в ответ на записку. И не в доказательство того, что — могу я, умею или нет, — я действительно давно не пел эту песню и хочу для женской половины сегодняшнего зала — а может, кому-нибудь будет и из мужчин интересно, — спеть песню о любви. Так она и называется — «Баллада о Любви»…— В. Высоцкий, Учкудук, Узбекской ССР, выступление в к/т «Летний», 21.07.1979

## Издания и первые публикации
- Текст песни был впервые напечатан при жизни поэта, в сборнике «Песни русских бардов» парижского издательства «YMCA-Press» (1978)[4][5].
- В СССР текст баллады был впервые опубликован после смерти Высоцкого, в газете «Советская Россия», № от 19.10.1980 г.[6]
- 22.1.1980 Высоцкий исполнением этой песни закончил своё выступление на ЦТ СССР.
- «Баллада о Любви» (под названием Ballad of Love) вошла в состав 7-й пластинки комплекта «В. Высоцкий в записях М. Шемякина», изданного в декабре 1987 года в США.

## Другие исполнения
- А. Градский (2008, 2010 года)
- Gogol Bordello (2011 г.)
- Дм. Дюжев (19.1.2013 г.)
- В. Пресняков (2013)
- Е. Камбурова (21.1.2016 г.)